# بروسيدا

Procida

بروسيدا Procida هي جزيرة في خليج نابولي بإيطاليا. وهي تنتمي إلى مجموعة جزر الفيلغرية وتتبع إداريا مدينة نابولي. وبروسيدا هو أيضا اسم أهم مدنها ويسكنها 63.061 من الناس، ولذلك فهي من أشد جزر البحر الأبيض المتوسط كثافة بالسكان.
.
تقع في البحر المتوسط بين نابولي وجزيرة كابري.

## السكان
في سنة 1861 بلغ عدد السكان 10٬808 نسمة، وتطور العدد ليصل في سنة 2011 لـ 10٬228 نسمة.
يظهر هذا المخطط البياني تطور النمو السكاني لـ بروسيدا

## أعلام
- أتيليو تيروتسي
- جيوفاني روميو